# Президент Эдуардо Фрей Монталва
Президент Эдуардо Фрей Монталва (исп. Presidente Eduardo Frei Montalva) — наиболее важная чилийская научно-исследовательская станция в Антарктике. Находится на острове Ватерлоо (Кинг-Джордж) (Южные Шетландские острова). Открыта в 1969 году как метеорологическая база, современное название — с 1990 года.
В 2,5 км от китайской станции «Чанчэн» и в 960 км от мыса Горн.
Станция располагается на свободной ото льда поверхности, на высоте 10 метров над уровнем моря, в 200 метрах от российской станции Беллинсгаузен. Также неподалёку от базы находятся станции: Генерал Артигас (Уругвай), Король Седжон (Республика Корея), Карлини (Аргентина), Команданте Феррас (Бразилия), Арцтовский (Польша) и Мачу Пикчу (Перу). Южнее, на острове Лейпциг (Нельсон), находится станция Эко-Нельсон (Eco-Nelson, Чехия). В 50 километрах от станции, на острове Гринвич, находится чилийская станция Капитан Артуро Прат.
На станции есть взлётно-посадочная полоса длиной 1300 метров, которая обслуживает все соседние станции.
Летом на станции работает до 150 человек, зимой остаётся около 80 чел.
Средняя температура в июле составляет −6,3 °C, в январе 1,4 °C, среднегодовая температура −2,4 °C. Среднее количество осадков: максимум в марте, 62,5 мм, минимум в июле 18,2 мм; среднегодовое — 405 мм.
Административно (несмотря на то, что территориальные претензии в области южнее 60° южной широты не признаются мировым сообществом) станция отноститя к чилийской коммуне Антарктика (провинция Антарктика-Чилена, область Магальянес-и-ла-Антарктика-Чилена). При станции образован населённый пункт Вилья-лас-Эстрельяс.